# Burir Char
Burir Char es una aldea y una isla en el distrito de Barguna en la División de Barisal en el sur-centro del país asiático de Bangladés, específicamente en las coordenadas geográficas 23°55′N 90°08′E / 23.917, 90.133.